# Радослав Латал
Радослав Латал (чеськ. Radoslav Látal, нар. 6 січня 1970, Оломоуць) — чеський футболіст, що грав на позиції півзахисника. По завершенні ігрової кар'єри — тренер.
Виступав, зокрема, за клуб «Шальке 04», а також національну збірну Чехії.
Володар Кубка Чехословаччини. Володар Кубка Німеччини. Чемпіон Чехії. Володар Кубка Чехії. Володар Кубка УЄФА.

## Клубна кар'єра
У дорослому футболі дебютував 1987 року виступами за команду клубу «Сігма» (Оломоуць), в якій провів два сезони, взявши участь у 35 матчах чемпіонату.
Згодом з 1989 по 1994 рік грав у складі команд клубів «Дукла» (Прага) та «Сігма» (Оломоуць).
Своєю грою за останню команду привернув увагу представників тренерського штабу клубу «Шальке 04», до складу якого приєднався 1994 року. Відіграв за клуб з Гельзенкірхена наступні сім сезонів своєї ігрової кар'єри. Більшість часу, проведеного у складі «Шальке», був основним гравцем команди.
Протягом 2001 року знову захищав кольори команди клубу «Сігма» (Оломоуць).
Завершив професійну ігрову кар'єру у клубі «Банік», за команду якого виступав протягом 2002—2005 років.

## Виступи за збірні
У 1989 році залучався до складу молодіжної збірної Чехословаччини.
У 1991 році дебютував в офіційних матчах у складі національної збірної Чехословаччини. Протягом кар'єри у національній команді, яка тривала 3 роки, провів у формі головної команди країни 11 матчів, забивши 2 голи.
З 1994 року виступав за національну збірну Чехії, за яку зіграв 47 матчів, відзначившись 1 забитим м'ячем.
У складі збірної був учасником чемпіонату Європи 1996 року в Англії, де разом з командою здобув «срібло», чемпіонату Європи 2000 року у Бельгії та Нідерландах.

## Кар'єра тренера
Розпочав тренерську кар'єру невдовзі по завершенні кар'єри гравця, 2007 року, очоливши тренерський штаб клубу «Фридек-Містек», де пропрацював з 2007 по 2008 рік.
У 2012 році став головним тренером команди «Банік», тренував команду з Острави лише один рік.
Згодом протягом 2013–2014 років очолював тренерський штаб клубу «Кошице».
Протягом тренерської кар'єри також очолював команди клубів «Опава» та «Банік».
З 2016 року очолює тренерський штаб команди «П'яст» (Гливиці).

## Титули і досягнення

### Як гравця
- Володар Кубка Чехословаччини (1):

«Дукла»: 1990
- Володар Кубка Німеччини (1):

«Шальке 04»: 2001
- Чемпіон Чехії (1):

«Банік»: 2004
- Володар Кубка Чехії (1):

«Банік»: 2005
- Володар Кубка УЄФА (1):

«Шальке 04»: 1997
- Віце-чемпіон Європи: 1996

### Як тренера
- Володар Суперкубка Білорусі  (1):

«Динамо-Берестя»: 2018